# Chanderi
Chanderi là một thành phố và khu đô thị của quận Guna thuộc bang Madhya Pradesh, Ấn Độ.

## Địa lý
Chanderi có vị trí 24°43′B 78°08′Đ / 24,72°B 78,13°Đ Nó có độ cao trung bình là 456 mét (1496 foot).

## Nhân khẩu
Theo điều tra dân số năm 2001 của Ấn Độ, Chanderi có dân số 28.313 người. Phái nam chiếm 52% tổng số dân và phái nữ chiếm 48%. Chanderi có tỷ lệ 62% biết đọc biết viết, cao hơn tỷ lệ trung bình toàn quốc là 59,5%: tỷ lệ cho phái nam là 72%, và tỷ lệ cho phái nữ là 52%. Tại Chanderi, 17% dân số nhỏ hơn 6 tuổi.